# Cantone di Montmoreau-Saint-Cybard
Il Cantone di Montmoreau-Saint-Cybard era una divisione amministrativa dell'arrondissement di Angoulême.
A seguito della riforma approvata con decreto del 20 febbraio 2014, che ha avuto attuazione dopo le elezioni dipartimentali del 2015, è stato soppresso.

## Composizione
Comprendeva i comuni di:
- Aignes-et-Puypéroux
- Bors (Tude-et-Lavalette)
- Courgeac
- Deviat
- Juignac
- Montmoreau-Saint-Cybard
- Nonac
- Palluaud
- Poullignac
- Saint-Amant-de-Montmoreau
- Saint-Eutrope
- Saint-Laurent-de-Belzagot
- Saint-Martial
- Salles-Lavalette